# Andreea Imre
Andreea Edit Imre (ur. 9 października 1983) – rumuńska lekkoatletka specjalizująca się w skoku o tyczce.
Wielokrotna mistrzyni Rumunii.